# Simorcus lotzi
Simorcus lotzi Van Niekerk & Dippenaar-Schoeman, 2010 è un ragno appartenente alla famiglia Thomisidae.

## Etimologia
Il nome proprio è in onore dell'aracnologo Lotz, per i suoi contributi alla conoscenza dell'aracnofauna africana

## Caratteristiche
L'olotipo maschile rinvenuto ha lunghezza totale è di 4,9-5,5 mm; la lunghezza del cefalotorace è di 2,15 mm e la sua larghezza è di 1,7mm

## Distribuzione
La specie è stata reperita in Sudafrica: nei giardini botanici di Bloemfontein; in Namibia, nella Farm Otjikoto, nel distretto di Grootfontein; e in Botswana, nella Selkirk Mine presso Francistown

## Tassonomia
Al 2015 non sono note sottospecie e dal 2014 non sono stati esaminati nuovi esemplari.